# 久嶋志帆
久嶋 志帆（日語：ひさじま しほ，羅馬化：Hisajima Shiho，1982年5月31日—）是日本女性聲優。屬於81 Produce的一員。出身於日本和歌山縣。

## 演出作品

### 電視動畫
- 銀魂（蚊みたいな天人）
- 地獄少女（真由美的母親）
- 蜘蛛戰神記第一季（村人）
- 火影忍者（婦人、佩恩之女畜生道-紫陽花）
- ぺとぺとさん（小田嶋美由紀）
- 棒球大聯盟第一季（大村、伊達）
- 棒球大聯盟第二季（由美）
- 鐵馬少年（倉田真紀）
- 犬神！（老婆婆B）
- 英雄時代（伊歐達、大使秘書）
- 黑色推銷員NEW（和子）
- School Days（桂真奈美〈言叶的妈妈〉）

### 遊戲
- イリスのアトリエ エターナルマナ2（ミーツェ、ユーヴェリア）
- コロッケ!DS 天空の勇者たち（スズキ）
- VALHALLA KNIGHTS -ヴァルハラ ナイツ-（ドワーフ 女）

2025年
- 無期迷途（盧米尼塔）

### 其他
- NHK教育電視台高校講座數學I（旁白）
- NHK教育電視台「天才兒童MAX」（おんつ8世）